# Sebastian Gorka

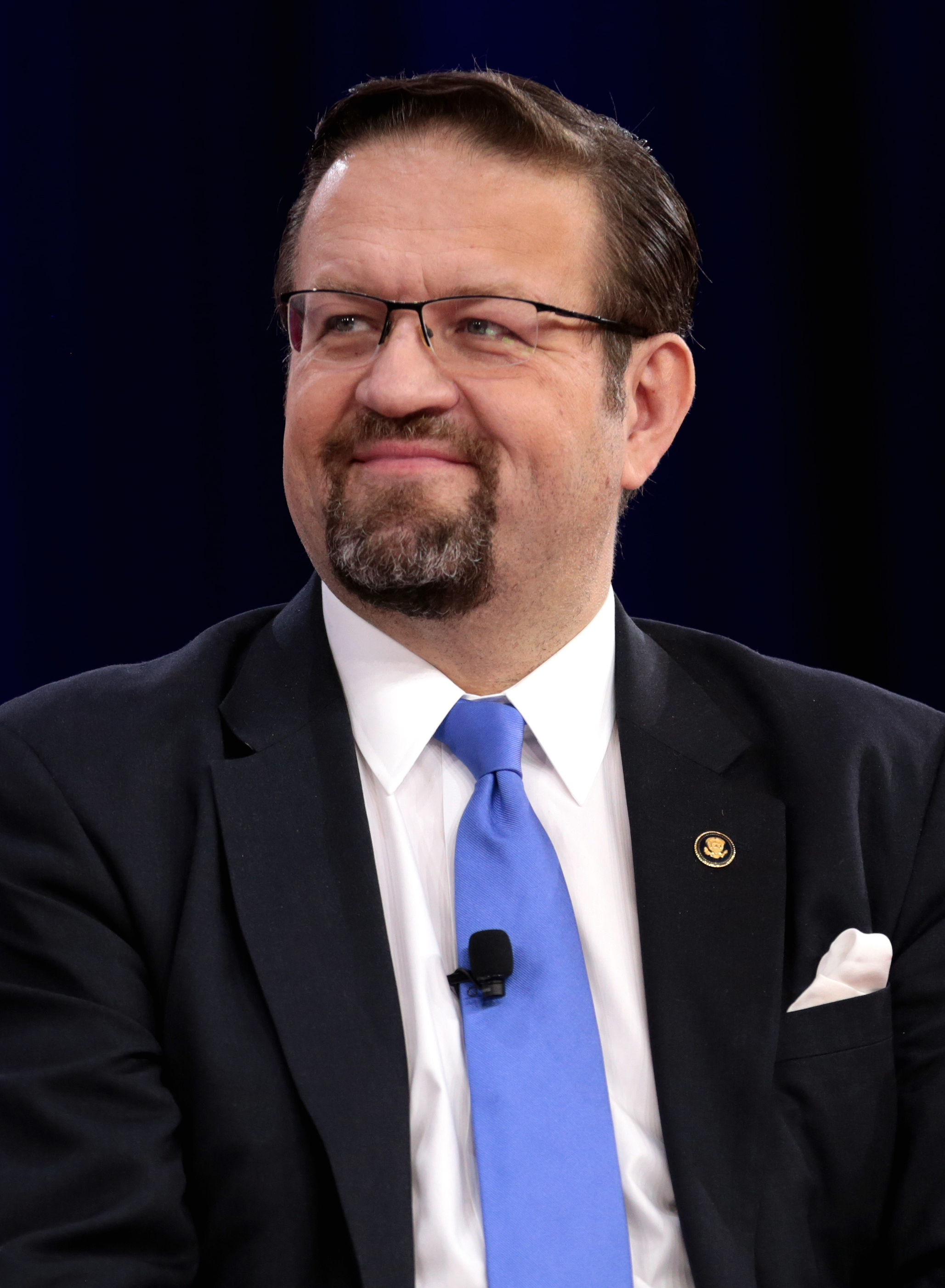
Sebastian Gorka (2018)

Sebastian Lukács Gorka (ungarisch Sebestyén Lukács Gorka; * 22. Oktober 1970 in London, Vereinigtes Königreich) ist ein US-amerikanischer Politikwissenschaftler ungarischer Abstammung. Von Januar bis August 2017 war er Deputy Assistant im Executive Office of the President of the United States.

## Leben
Gorka wurde im Londoner Stadtteil Hammersmith als Kind von Zsuzsa Biro und Pál Gorka geboren. Seine Eltern waren nach dem ungarischen Volksaufstand in das Vereinigte Königreich geflohen. Seine Schulzeit verbrachte er an der St Benedict’s School in Ealing im Westen Londons. Das Heythrop College der University of London verlieh ihm den Titel Bachelor of Arts in den Fächern Philosophie und Theologie. Während der Zeit an der Universität trat er der Armee-Reserve (Territorial Army) bei und war Teil des Intelligence Corps.
Im Jahr 1992 zog Gorka nach Ungarn, wo er zur Amtszeit von Ministerpräsident József Antall im Verteidigungsministerium arbeitete. Parallel absolvierte er ein Masterstudium im Bereich Internationale Beziehungen und Diplomatie, welches er 1997 an der Corvinus-Universität Budapest abschloss. Ein Jahr später arbeitete Gorka als Berater für Ministerpräsident Viktor Orbán. Im Jahr 2002 trat er in das Doktorandenprogramm ein und beendete dies 2007 mit einer Dissertation im Bereich Politikwissenschaft.
Gorka legt Wert auf die Anrede „Doctor“. Es gibt erhebliche Zweifel daran, ob Gorka diesen akademischen Grad der Corvinus-Universität rechtmäßig führt.
Nach den Terroranschlägen am 11. September 2001 avancierte Sebastian Gorka zum Anti-Terror-Experten im ungarischen Fernsehen. 2002 wurde er als Sachverständiger in einen parlamentarischen Untersuchungsausschuss berufen. Dieser sollte untersuchen, ob Péter Medgyessy für die Spionageabwehr der Staatssicherheit des kommunistischen Ungarn, die Államvédelmi Hatóság, gearbeitet hatte. Gorka selbst bekam keine Freigabe, um für den Ausschuss zu arbeiten. Es wurde gemeinhin angenommen, dass er selbst als Spion für die britische Gegenspionage arbeitete. Auf diese Anschuldigungen antwortete er, dass er während seiner Zeit bei der Gegenspionageeinheit lediglich Gefahren von Gruppen wie der IRA prüfen sollte.
Im Jahr 2004 wurde Gorka Fakultätsassistent der neu gegründeten Initiative „Program for Terrorism and Security Studies (PTSS)“. Diese sitzt beim George C. Marshall Europäischen Zentrum für Sicherheitsstudien in Garmisch-Partenkirchen und wurde vom Verteidigungsministerium der Vereinigten Staaten finanziert. Etwa zur selben Zeit wurde er Assistent bei der Joint Special Operations University im United States Special Operations Command. Er ist seit 2012 US-amerikanischer Staatsbürger.
Gorka war vom Januar bis zum 25. August 2017 Berater von US-Präsident Donald Trump. Gorka gilt als rechter Verschwörungstheoretiker mit engen Kontakten zur Alt-Right. Er wurde – entgegen seiner Darstellung, er sei zurückgetreten – nach einer Mitteilung des Weißen Hauses entlassen.
Im November 2024 wurde Gorka von Trump zum Chef der Terrorismusabwehr in der kommenden Regierung ernannt.

## Publikationen
- Why We Fight. Regnery Publishing, 2018, ISBN 978-1-62157-695-2 (eingeschränkte Vorschau in der Google-Buchsuche)
- Defeating Jihad. Regnery Publishing, 2016, ISBN 978-1-62157-527-6 (eingeschränkte Vorschau in der Google-Buchsuche)
- mit Christopher Harmon, Andrew Pratt: Toward a Grand Strategy Against Terrorism. McGraw Hill Professional, 2010, ISBN 978-0-07-352779-6 (eingeschränkte Vorschau in der Google-Buchsuche).

### Rezeption
Thorsten Denkler von der Süddeutschen Zeitung urteilt über Gorkas Buch Defeating Jihad:

„Es gehört in die Kategorie jener Bücher, die in einer seriösen Buchhandlung nicht mal auf Bestellung zu haben sein sollten.“